# Christoph Gretsil
Christoph Gretsil (1569 - 1636) was een Oost-Fries edelman, veldheer in dienst van landvoogden Albrecht en Isabella en stadhouder van Luxemburg. 
Hij was de derde zoon van graaf Edzard II van Oost-Friesland uit diens huwelijk met de Zweedse prinses Catharina, dochter van koning Gustaaf I. Hij was de jongere broer van de latere graaf Enno III van Oost-Friesland en van Jan III van Rietberg, veldheer in katholieke dienst.
Hij trok naar het hof in Brussel. Hij was als lutheraan opgevoed maar bekeerde zich tot het katholicisme. In 1614 volgde hij Robert de Ligne op als bevelhebber van de erewacht van de aartshertogen. In 1615 trouwde hij met Albertine de Ligne, weduwe van Filibert de La Baume, markies van Saint-Martin, en schoonzus van Johan VIII van Nassau, een persoonlijke vriend van Christoph. In 1619 werd hij opgenomen in de Orde van het Gulden Vlies en voerde het bevel over een regiment Duitse landsknechten. In 1621 verwierf hij door koop de heerlijkheid Rumst.
In 1627 werd hij benoemd tot stadhouder van Luxemburg, als opvolger van de overleden Florent van Berlaymont. Daar raakte hij betrokken in het conflict met Philip Christoph von Sötern, prins-bisschop van Trier. Die voerde een pro-Franse politiek, tot ongenoegen van de burgers van Trier en van de Habsburgers. In 1630 stuurde Christoph Gretsil een Spaans garnizoen naar Trier om de rechten van de bevolking en van het Keizerrijk te vrijwaren. Nadat de prins-bisschop in 1632 een neutraliteitsverdrag had gesloten met de Zweedse, protestantse koning Gustaaf II Adolf, trok Christoph Gretsil zelf naar Trier. Hij bezette er het ommeland, maar de stad zelf kon hij niet innemen door de komst van Franse versterkingen. In maart 1635 slaagde hij er dan toch in om met een list de stad in te nemen. Een deel van zijn troepen had zich verborgen in vrachtschepen op de Moezel en slaagde erin de poorten te openen voor de Spaanse troepen. De Franse troepen werden verdreven en Sötern werd als gevangene afgevoerd naar Namen. Hij zou uiteindelijk tien jaar gevangen zitten in de gevangenis van Linz.
Frankrijk verklaarde in mei 1635 de oorlog en Franse troepen vielen de Spaanse Nederlanden binnen. De troepen van Christoph Gretsil stonden in voor de verdediging van Leuven. In allerijl vroeg hij versterking aan de Oostenrijkse veldheer in Habsburgse dienst, Hiëronymus Colloredo. Die stak in december 1635 met zijn Poolse en Kroatische cavalerie de Moezel over en trok al plunderend door het bevriende Luxemburg. Ook Karel IV van Lotharingen was ter hulp geroepen en kwam aan in Luxemburg in januari 1636. Maar ook zijn leger sloeg aan het plunderen toen de soldij niet werd uitbetaald. Zo zag Christoph Gretsil zijn provincie gebrandschat, waarna er hongersnood en epidemieën uitbraken. Hij overleed echter al hetzelfde jaar en werd begraven in de kerk van Spontin.
Als stadhouder van Luxemburg werd hij opgevolgd door Philip van Manderscheid-Blankenheim. Zijn weduwe Lambertine de Ligne hertrouwde in 1640 met Jean-Baptiste de La Baume (1593-1641), haar vroegere zwager. Na haar dood in 1651 werd ze naast Christoph Gretsil begraven in Spontin.